# Azra Bašičová
Azra Bašičová (chorvatsky Azra Bašić, srbsky Азра Башић; * 22. června 1959, Rijeka, Jugoslávie, dnes Chorvatsko) je bývalá chorvatská vojačka, odsouzená v roce 2017 ke 14 letům odnětí svobody sarajevským soudem za válečné zločiny, které spáchala za války v Bosně a Hercegovině (1992–1995) v bosenském městě Derventa.

## Životopis
V březnu roku 2011 byla Azra Bašičová zadržena policií v americkém státě Kentucky, do Bosny pak byla vydána až o pět let později. V Bosně čelila obvinění z mučení srbských občanů, doloženému vyřezávání křesťanských symbolů, tj. kříže, do kůže minimálně jednoho srbského zajatce, nucení lízání, či pití lidské krve a benzínu, pálení rukou a tváře a také vytrhávání nehtů kleštěmi.